# 科里·塞維爾
科里·塞維爾（Corey Sevier，1984年7月3日—）是加拿大的一位演員。他最著名的作品是在福斯廣播公司肥皂劇情系夏威夷中飾演Gabriel McKay角色。他出生在加拿大阿賈克斯。